# Rumex munshii
Rumex munshii är en slideväxtart som beskrevs av Karl Heinz Rechinger. Rumex munshii ingår i släktet skräppor, och familjen slideväxter. Inga underarter finns listade i Catalogue of Life.